# Monts-de-Randon
Monts-de-Randon is een fusiegemeente (commune nouvelle) in het Franse departement Lozère (regio Occitanie). De plaats maakt deel uit van het arrondissement Mende. Monts-de-Randon is op 1 januari 2019 ontstaan door de fusie van de gemeenten Estables, Rieutort-de-Randon, Saint-Amans, Servières en La Villedieu. De gemeente telde 1.209 inwoners op 1 januari 2022.

## Geografie
De oppervlakte van Monts-de-Randon bedroeg op 1 januari 2022 147,38 vierkante kilometer; de bevolkingsdichtheid was toen 8,2 inwoners per km².

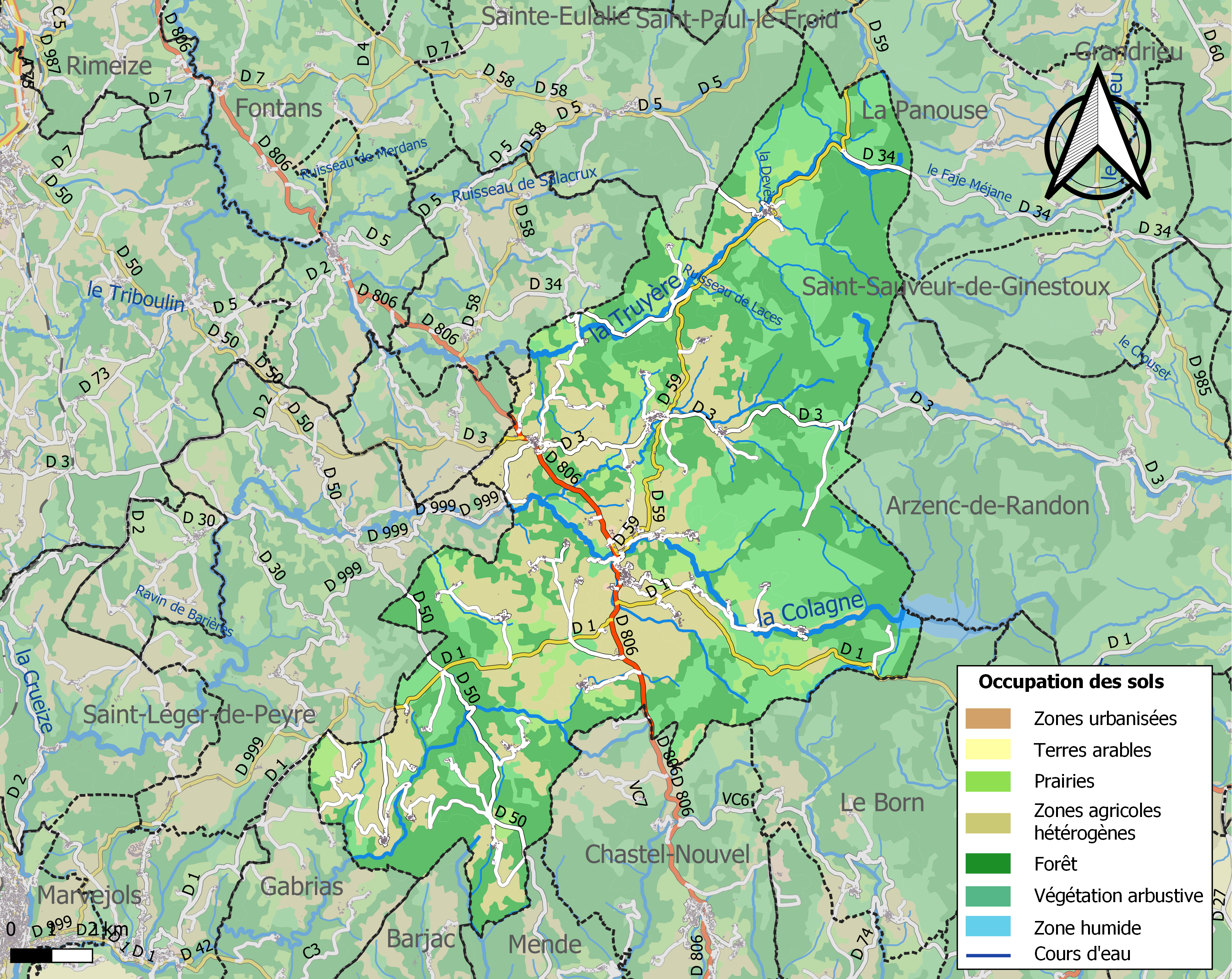
Kaart van de gemeente met de belangrijkste infrastructuur, bodemgebruik en omliggende gemeenten